# Pterogenius besucheti
Pterogenius besucheti es una especie de coleóptero de la familia Pterogeniidae.

## Distribución geográfica
Habita en Sri Lanka.